# Paweł Samecki
Paweł Samecki, född 12 mars 1958 i Łódź, är en polsk ekonom och politiker. 
Samecki har en doktorsexamen i Nationalekonomi från Universitetet i Łódź och har även studerat vid London School of Economics. 1997-2002 tjänstgjorde han vid olika ministerier, från 1997 som understatssekreterare. Därefter var han chefstjänsteman vid Polens centralbank 2003-2009. Han tjänstgjorde en kort period som EU-kommissionär med ansvar för regionalpolitik efter att företrädaren Danuta Hübner i juli 2009 blivit invald i Europaparlamentet. Han avgick i februari 2010 när Kommissionen Barroso I ersattes med Barroso II. 